# Cadastre thérésien

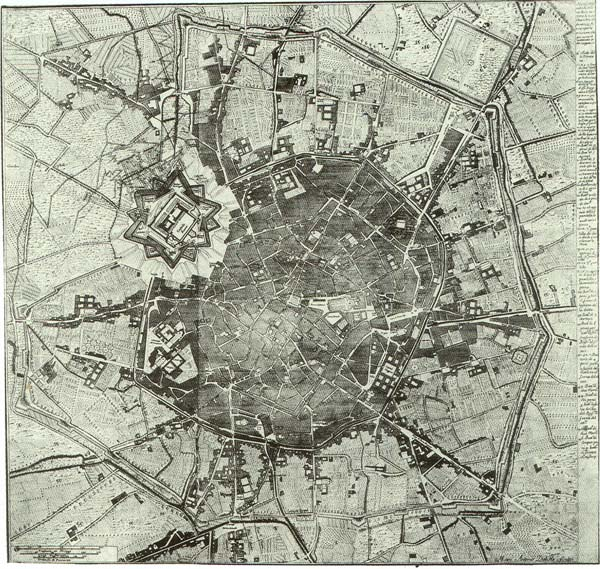
Milan en 1734 à l'époque du cadastre thérésien.

Le cadastre thérésien de 1766 est une œuvre monumentale de cadastration réalisée au XVIIIe siècle  dans une grande partie des territoires sous domination de la Maison de Habsbourg.
Initié par Charles VI du Saint-Empire et mis en œuvre sous le règne de sa fille  Marie-Thérèse d'Autriche, il est l’un des premiers cadastres modernes s’appuyant sur des cartes géométriques et parcellaires.

## Cadastre des États des Habsbourg
- Basse-Autriche.
- Cadastre du duché de Luxembourg (1684-1774).
- Cadastre du duché de Milan (achevé en 1760).
- Cadastre du royaume de Bohême (1748).

## Webographie
- [PDF] Un cadastre véritable et original ? La réforme fiscale au Luxembourg et le cadastre thérésien en 1766 par Claude de Moreau de Gerbehaye
- De l'estime au cadastre en Europe. L'époque moderne, colloque de l'Institut de la gestion publique et du développement économique [PDF] Chronologie Cadastre en Europe à l'époque moderne